# خاکسپاری مهسا امینی
خاکسپاری مهسا امینی، مراسمی بود که در روز ۲۶ شهریور ۱۴۰۱ برای تدفین پیکر مهسا امینی، دختر ۲۲ ساله کرد ایرانی در آرامستان آیچی سقز، برگزار شد. مشایعت‌کنندگان، در زمان خاکسپاری شعارهایی علیه حکومت سر دادند.

## بازداشت و مرگ
مهسا امینی که با خانواده برای دیدار با اقوام به تهران سفر کرده بود در روز ۲۲ شهریور ۱۴۰۱ از سوی پلیس گشت ارشاد با اتهام عدم رعایت حجاب کامل دستگیر شد. او در اثر ضربات مأموران گشت ارشاد دچار شکستگی جمجمه و مرگ مغزی شد. مهسا امینی سه روز در کما ماند و سرانجام بر اثر شدت جراحات ناشی از ضربات وارده در بیمارستان کسرا درگذشت. با انتشار خبر مرگ او در رسانه‌های مختلف، واکنش‌ها و اعتراضات گسترده‌ای در شهرهای مختلف ایران و جهان ایجاد شد.

## انتقال به زادگاه
بعد از اعلام مرگ مهسا امینی توسط بیمارستان کسرا و انتشار اخبار آن در رسانه‌های اجتماعی و سایت‌های خبری، مردم در مقابل بیمارستان تجمع کردند و عده ای نیز در خیابان‌های اطراف بیمارستان به نشانه اعتراض بوق ممتد می‌زدند. تعدادی از مردم و خویشاوندان او هم با مأموران امنیتی در خروجی بیمارستان درگیر شدند. در نهایت اعلام شد که وی برای خاکسپاری به زادگاهش انتقال داده می‌شود. شبانگاه ۲۵ شهریور ماه پیکر مهسا امینی با هواپیما به تبریز و از آنجا به سقز منتقل شد.

## خاکسپاری
در بامداد روز خاکسپاری مأموران امنیتی تلاش کردند مراسم خاکسپاری، سحرگاه قبل از رسیدن مردم به آرامستان آیچی به انجام برسد که با مخالفت پدر و مادر مهسا امینی این کار انجام نپذیرفت. در ادامه با تجمع چند هزار نفر از مردم شهر در آرامستان و خواندن نماز میت، به خاک سپرده شد. یکی از حاضران در مراسم خاکسپاری در همان لحظات اولیه که مادر مهسا بر روی خاک دخترش گریه، نوحه و زاری می‌کرد بر روی سنگ قبر مهسا نوشت:
ژینا جان تو نمی‌میری، نامت رمز می‌شود
این شعار به سرعت در بین معترضان پخش و در شبکه‌های اجتماعی ترند شد. همچنین بعد از خاکسپاری یکی از فعالان حقوق زنان بیانیه‌ای با نام «بیانیه مردم سقز» خواند که ضمن محکوم نمودن مرگ مهسا امینی در آن آمده بود:
 گشت ارشاد باید جمع شود. برابری حقوق زن و مرد بدون همکاری مردان امکانپذیر نیست.
پدر مهسا امینی برای لحظاتی به حالت نیمه بیهوش درآمد. پس از بهبود نسبی وضعیت روحی از مردم خواست که نگذارند برای او و خانواده‌اش مشکلی پیش بیاورند و مردم هم پاسخ می‌دادند نترس، نترس. دایی مهسا امینی در سخنرانی کوتاهی اعلام کرد ما کوتاه نمی‌آییم و سر تعظیم فرود نمی‌آوریم و مادر او گفت: بلند شو ژینا، مردم برای تو آمده‌اند. پدربزرگ مهسا امینی در مراسم خاکسپاری او با گریه شعری از شیرکو بیکس با عنوان «تهران برای هیچ‌کس نمی‌خندد» قرائت کرد.

### اعتراض در آرامستان
همزمان با خاکسپاری مهسا امینی، مردم حاضر در مراسم در اعتراض به کشته شدن مهسا امینی شروع به شعار دادن و خواندن سرودهای کردی نمودند. تعدادی از شعارهای سر داده شده توسط مردم عبارت بودند از:
"مردن بخاطر روسری؟ تا کی اینقدر خاک بر سری؟" و "زن، زندگی، آزادی"

### زن زندگی آزادی
شعار ژن، ژیان ئازادی و معادل فارسی آن زن، زندگی، آزادی از جمله شعارهای اصلی بود که در هنگام خاکسپاری سر داده شد و روزهای بعد در اعتراضات شهر سنندج تکرار و سپس در تمامی شهرهای ایران منجمله تهران، اصفهان، شیراز و دیگر شهرها استفاده شد و بعدها به عنوان شعار اصلی اعتراضات گسترده و قیام مردم درآمد.

### روسری برداشتن
تعدادی از زنان حاضر در مراسم خاکسپاری ضمن سر دادن شعارهای ضد حکومتی، به نشانه اعتراض روسری‌های خود را از سر برداشته و در هوا می‌چرخاندند. این حرکت آنها در میان معترضان زن شهرهای دیگر ادامه پیدا نمود. بعدها با الهام از این نوع اعتراض، مراسم‌های روسری‌سوزان و گیسوبران در هنگام اعتراضات در شهرهای داخل و خارج کشور مرسوم و گسترش یافت. همچنین تعدادی از سلبریتی‌های زن ایرانی و غیرایرانی مانند کتایون ریاحی و آناهیتا همتی با برداشتن روسری از سر و نیز بریدن یا تراشیدن موهای خود از معترضان حمایت نمودند.

### تجمع و اعتراض در شهر
پس از اتمام مراسم خاکسپاری در آرامستان آیچی عده ای از جمعیت حاضر به مسجد چهار یار نبی برای خواندن فاتحه رفتند. تعدادی زیاد دیگری از جمعیت حاضر در مراسم در مقابل فرمانداری سقز تجمع و شروع به شعار دادن نمودند. مأموران امنیتی در مقابل درب فرمانداری به حالت آماده باش درآمدند تا مانع ورود معترضان به فرمانداری شوند. با ادامه یافتن حضور مردم در بلوار انقلاب و مقابل فرمانداری و سردادن شعار، مأموران امنیتی با پرتاب گاز اشک آور و شلیک گلوله سعی در متفرق نمودن و سرکوب معترضان نمودند. درگیری‌های مردم با مأموران تا نیمه شب همان روز ادامه یافت و معترضان در یکی از میدان‌های شهر پرچم جمهوری اسلامی را پائین کشیدند.

## بازداشت معترضان
تعدادی از معترضان در روز خاکسپاری و نیز روز بعد از آن توسط مأموران امنیتی دستگیر و بازداشت شدند.

### بازداشت روزنامه نگاران
در روزهای بعد الهه محمدی از روزنامه هم میهن که از مراسم خاکسپاری گزارش تهیه و منتشر نموده بود و نیلوفر حامدی از روزنامه شرق که از بستری شدن مهسا امینی در بیمارستان کسرا خبر و عکس منتشر نموده بود و نیز نازیلا معروفیان از رویداد ۲۴ و اعتماد آنلاین که مصاحبه با پدر مهسا امینی را منتشر کرده بود، دستگیر و بازداشت شدند.